# Атака дронів на Київ 2 листопада 2024 року
Серія обстрілів дронами-камікадзе по Києву сталася в суботу 2 листопада 2024 року, починаючи з 5 години ранку за київським часом. Атака здійснена ЗС РФ під час повномасштабного вторгнення до України. За міжнародним законом є воєнним злочином за статтею про порушення методів та засобів ведення війни. Унаслідок серії атак щонайменше 2 людини постраждали.

## Хід подій

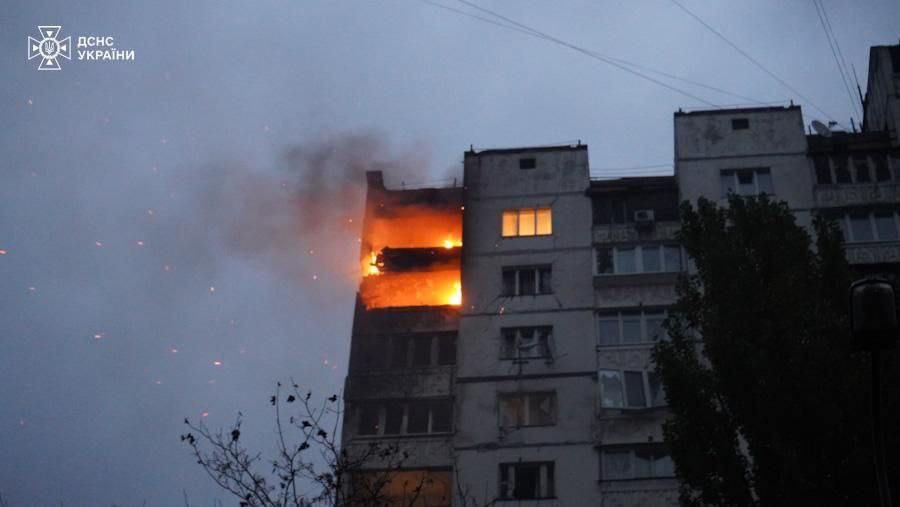
Загоряння на верхніх поверхах багатоповерхівки у Святошинському районі внаслідок атаки
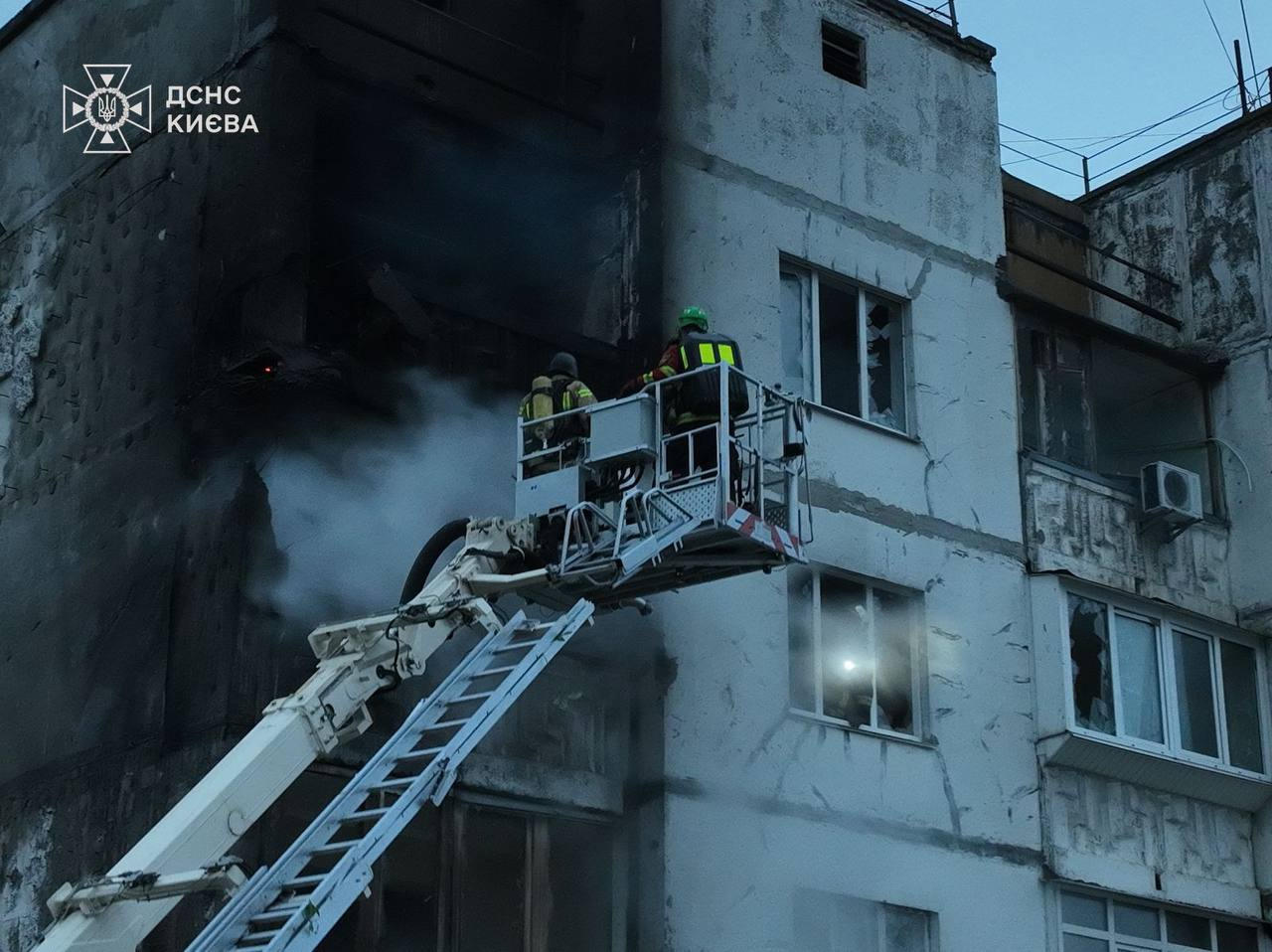
Гасіння пожежі
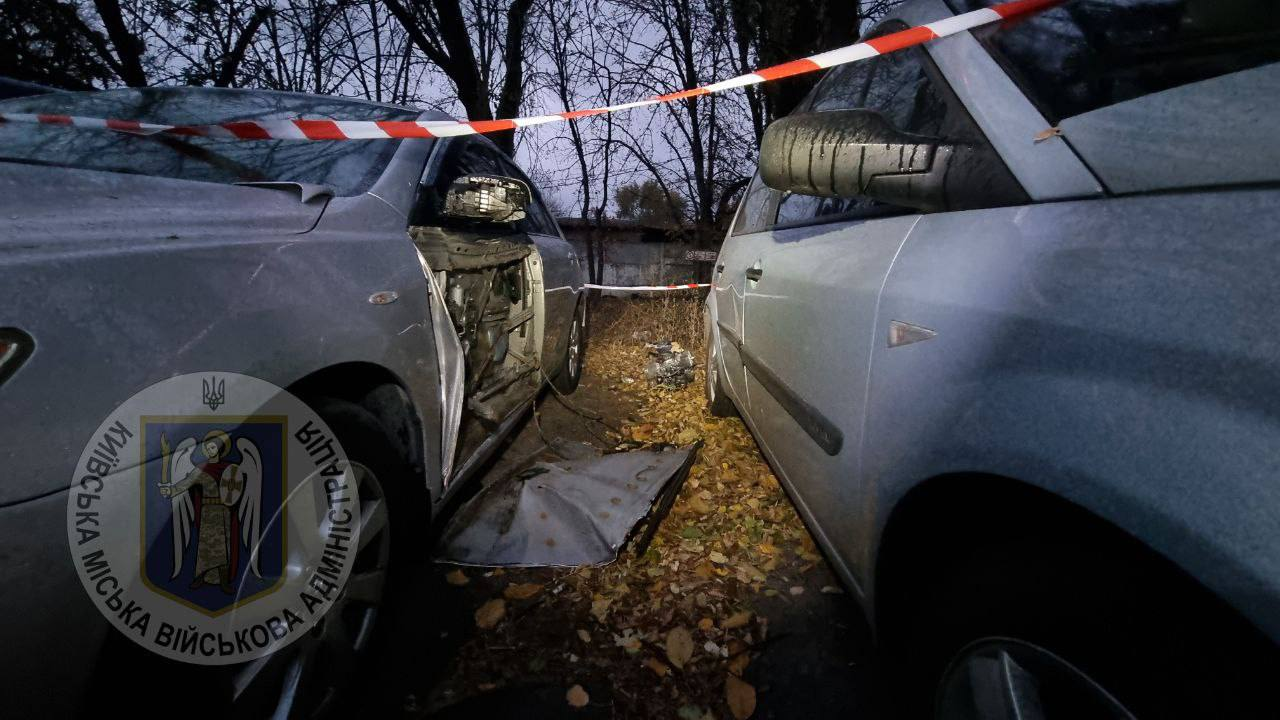
Пошкоджені уламками автомобілі в Солом'янському районі
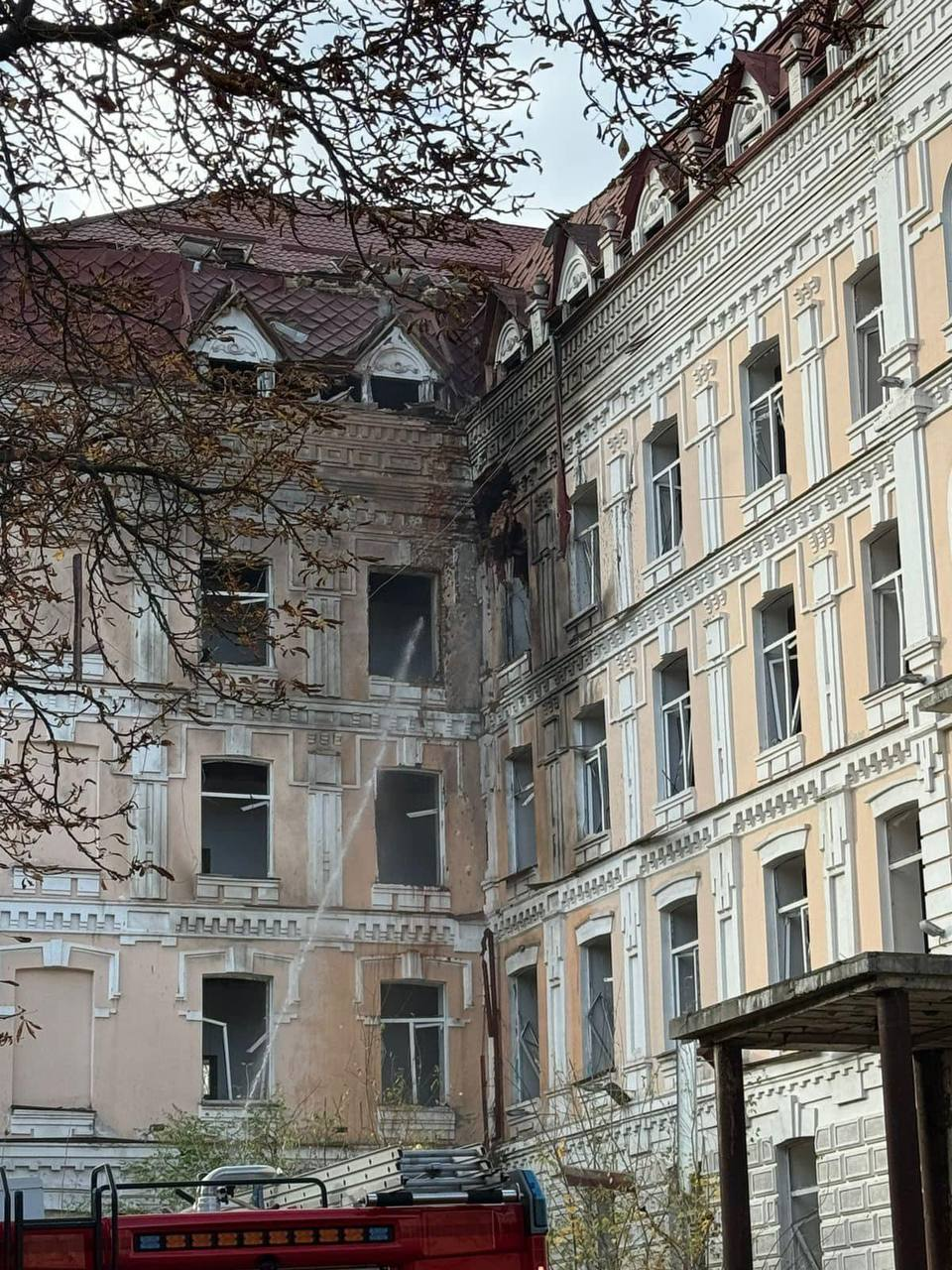
Руйнування в Шевченківському районі

Вранці 2 листопада внаслідок атаки дронів збройних сил рф із напрямків Орел, Курськ по Києву попередньо зафіксовано падіння уламків у шести районах столиці — в Солом'янському, Святошинському, Шевченківському, Голосіївському, Печерському та Дніпровському.
У Солом'янському районі пошкоджено скління та зовнішнє оздоблення кількох житлових будинків та 5 автомобілів.
У Святошинському районі внаслідок падіння уламків сталося займання на верхніх поверхах 16-поверхового житлового будинку. Пожежа охопила площу близько 50 квадратних метрів. Є ймовірність часткового руйнування верхніх поверхів. Рятувальники евакуювали 18 мешканців будинку. Постраждали двоє людей, серед них — патрульний поліцейський, який надавав допомогу мешканцям палаючого будинку. Також пошкоджено нежитлове приміщення на території приватної забудови.
У Голосіївському районі у 22-поверховому житловому будинку частково пошкоджено скління кількох квартир. Без пожежі та постраждалих.
У Дніпровському районі виникли локальні пожежі на кількох балконах багатоквартирних будинків.
У Шевченківському районі виникло загорання між 3 та 4 поверхами недіючої багатоповерхової будівлі на площі 2 м.кв. Пожежу Ліквідовано. Постраждалих немає.
У Печерському районі у 8-поверховому житловому будинку пошкоджено балкон. Постраждалих та пожежі — немає.

## В Україні
Повітряний напад відбивали зенітні ракетні війська, авіація, підрозділи РЕБ та мобільні вогневі групи Повітряних Сил та Сил оборони України.
Станом на 11:00 підтверджено збиття 39 ворожих БПЛА у Кіровоградській, Київській, Сумській та Полтавській областях.
21 безпілотник локаційно втрачено, 5 БПЛА — повернулись у росію. У повітрі до 13 години ще залишалося близько 5-ти ударних БПЛА, що були зрештою знешкоджені.
Внаслідок російської атаки через падіння уламків, окрім Києва, пошкоджено багатоквартирні та приватні будинки на Сумщині, Полтавщині, Київщині та Одещині.

## Реакція
На атаку відреагував у своєму телеграм-каналі Президент України Володимир Зеленський, який заявив про необхідність знищення баз зберігання «шахедів» і всієї наявної інфраструктури їхнього виробництва та логістики.